# Шоркистры (станция)
Шоркистры — железнодорожная станция Горьковской железной дороги (Казанское направление Московской железной дороги). Расположена в пристанционном посёлке Шоркистры, в 1 км к югу от села Шоркистры.
Станция находится на линии Москва — Казань — Екатеринбург на расстоянии 691,8 км от Москвы. Отличительной особенностью станции является отсутствие вокзала для пассажиров электричек и пешеходного моста через пути.